# Rohrleitungsbrücke Monthey

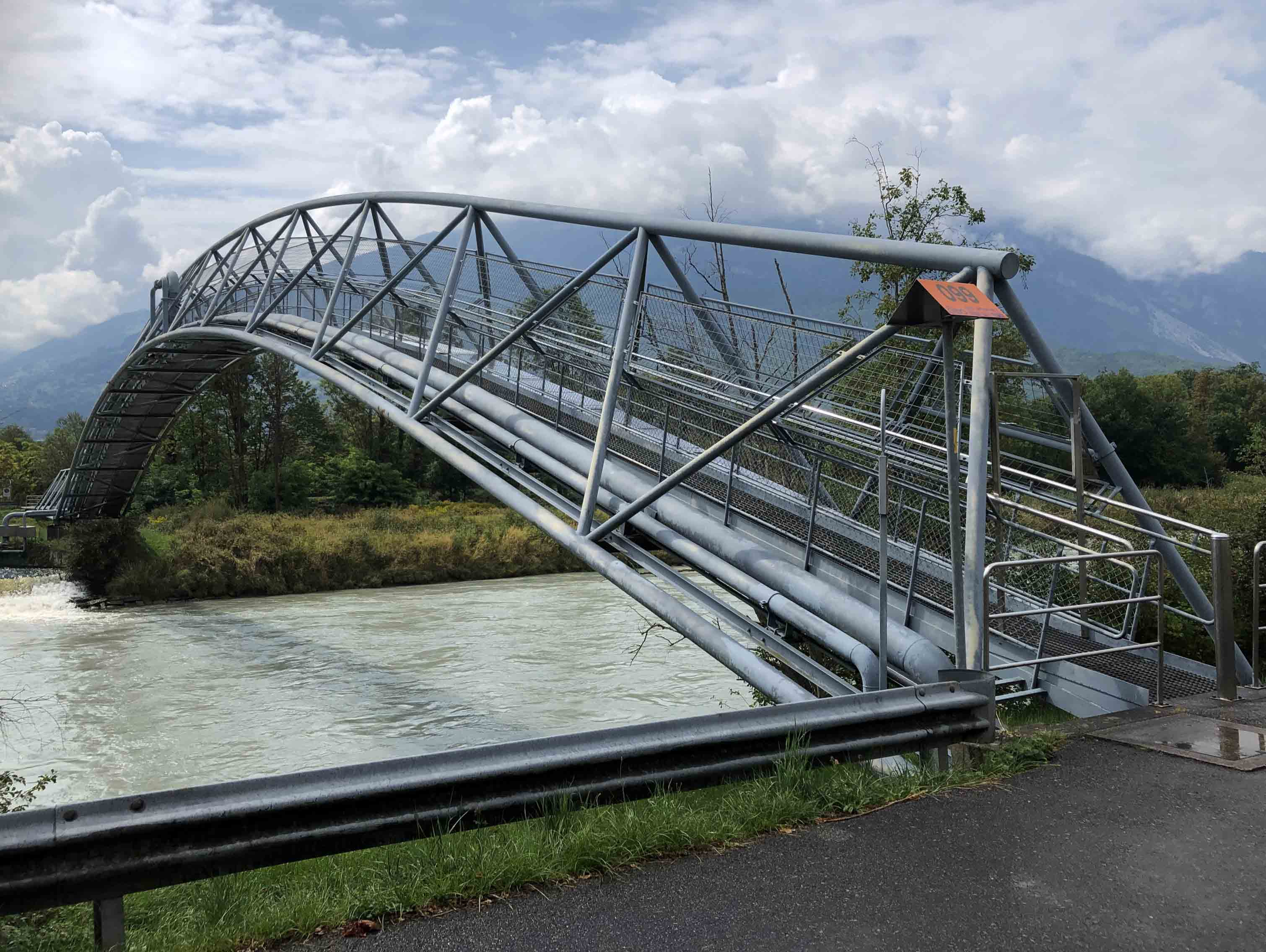
Die Brücke von Osten

Konstruktion des Stabdreiecks

Die Rohrleitungsbrücke von Monthey ist eine Pipelinebrücke mit einem Fussgängersteg über die Rhone im schweizerischen Chablais.
Die 96 Meter lange Bogenbrücke führt eine Gasleitung über den Fluss und verbindet die Hochdruckleitung Gazoduc Suisse Romand, der im rechtsseitigen Hochwasserschutzdamm verläuft, mit dem Industriegebiet von Monthey auf der linken Seite des Flusses. Der 1974 in Betrieb genommene Gazoduc Suisse Romand beginnt in der Nähe der Rohrleitungsbrücke bei der Druckausgleichsstation, die bei der Mündung der Gryonne in die Rhone im Gebiet Iles d’Amont in der Gemeinde Bex im Kanton Waadt liegt. An dieser Stelle ist die Hochdruckleitung mit dem Gazoduc du Rhone verbunden und von da an führt die Pipeline talabwärts entlang der Rhone zu den Siedlungszentren am Genfersee.
Um die Stadt Monthey im Kanton Wallis und vor allem den bedeutenden Standort der Chemieindustrie mit Gas zu versorgen, baute die private Compagnie industrielle de Monthey SA (CIMO), ein Joint-Venture von BASF und Syngenta, die Bogenbrücke über den Fluss.
Der Übergang ist als Fachwerkbrücke mit einem einzigen Stabdreieck gestaltet und überquert die Rhone in einem weiten Bogen. Alle Stäbe bestehen aus Rohrelementen. Auf dem horizontalen Gitter liegen mehrere Rohrleitungen und eine Passerelle, die beidseits mit einem Geländer, Maschendrahtgitter und Gittern zwischen den aufrecht stehenden Rohren gesichert sind.
2010 planten CIMO und Atel den Bau eines neuen Gaskraftwerks bei Monthey.